# بورخا دومينغيز
بورخا دومينغيز (بالإسبانية: Borja Domínguez Domínguez)‏ هو لاعب كرة قدم إسباني في مركز الوسط، ولد في 30 مايو 1992 في فيغو في إسبانيا. لعب مع سيلتا فيغو ونادي ألكوركون.

## وصلات خارجية
- بورخا دومينغيز على موقع قاعدة بيانات كرة القدم.إي يو (الإنجليزية)
- بورخا دومينغيز على موقع Soccerway.com (الإنجليزية)
- بورخا دومينغيز على موقع عالم كرة القدم.نت (الإنجليزية)
- بورخا دومينغيز على موقع AS.com (الإسبانية)